# Crenuchidae
Los Crenuchidae son una familia de peces incluida en el orden Characiformes, distribuidos por ríos del este de Panamá y Sudamérica.
Poseen forámenes pareados en los huesos del cráneo que justifica separarlos aparte del resto de las familias de este orden.
Tienen pequeños cuerpos de unos 10 cm de longitud.

## Géneros y especies
Según ITIS no es una familia válida, la encuadra como subfamilia Characidiinae dentro de la familia Characidae.
Según FishBase siguiendo criterios filogenéticos basados en estudios más recientes la separa en una familia válida aparte, de la que existen 82 especies agrupadas en 12 géneros:
- Subfamilia Characidiinae:
  - Género Ammocryptocharax (Weitzman y Kanazawa, 1976)
    - Ammocryptocharax elegans (Weitzman y Kanazawa, 1976)
    - Ammocryptocharax lateralis (Eigenmann, 1909)
    - Ammocryptocharax minutus (Buckup, 1993)
    - Ammocryptocharax vintonae (Eigenmann, 1909)

  - Género Characidium (Reinhardt, 1867): el más numeroso, con 53 especies.
  - Género Elachocharax (Myers, 1927)
    - Elachocharax geryi (Weitzman y Kanazawa, 1978)
    - Elachocharax junki (Géry, 1971)
    - Elachocharax mitopterus (Weitzman, 1986)
    - Elachocharax pulcher (Myers, 1927)

  - Género Geryichthys (Zarske, 1997)
    - Geryichthys sterbai (Zarske, 1997)

  - Género Klausewitzia (Géry, 1965)
    - Klausewitzia ritae (Géry, 1965)

  - Género Leptocharacidium (Buckup, 1993)
    - Leptocharacidium omospilus (Buckup, 1993)

  - Género Melanocharacidium (Buckup, 1993)
    - Melanocharacidium auroradiatum (Costa y Vicente, 1994)
    - Melanocharacidium blennioides (Eigenmann, 1909)
    - Melanocharacidium compressus (Buckup, 1993)
    - Melanocharacidium depressum (Buckup, 1993)
    - Melanocharacidium dispilomma (Buckup, 1993)
    - Melanocharacidium melanopteron (Buckup, 1993)
    - Melanocharacidium nigrum (Buckup, 1993)
    - Melanocharacidium pectorale (Buckup, 1993)
    - Melanocharacidium rex (Böhlke, 1958) - Sardina (en Ecuador)

  - Género Microcharacidium (Buckup, 1993)
    - Microcharacidium eleotrioides (Géry, 1960) - Sardina (en Ecuador)
    - Microcharacidium geryi (Zarske, 1997)
    - Microcharacidium gnomus (Buckup, 1993)
    - Microcharacidium weitzmani (Buckup, 1993)

  - Género Odontocharacidium (Buckup, 1993)
    - Odontocharacidium aphanes (Weitzman y Kanazawa, 1977)

  - Género Skiotocharax (Presswell, Weitzman y Bergquist, 2000)
    - Skiotocharax meizon (Presswell, Weitzman y Bergquist, 2000)

- Subfamilia Crenuchinae:
  - Género Crenuchus (Günther, 1863)
    - Crenuchus spilurus (Günther, 1863)

  - Género Poecilocharax (Eigenmann, 1909)
    - Poecilocharax bovalii (Eigenmann, 1909)
    - Poecilocharax weitzmani (Géry, 1965)